# Queensbury, West Yorkshire
Queensbury är en ort i Bradford i Storbritannien. Den ligger i grevskapet West Yorkshire och riksdelen England, i den centrala delen av landet, 280 km norr om huvudstaden London. Queensbury ligger 333 meter över havet och antalet invånare är 8 912.
Terrängen runt Queensbury är lite kuperad.Runt Queensbury är det tätbefolkat, med 530 invånare per kvadratkilometer. Närmaste större samhälle är Bradford, 11,2 km öster om Queensbury. Trakten runt Queensbury består i huvudsak av gräsmarker.